# Eduard Jan Dijksterhuis
Eduard Jan Dijksterhuis, né le 28 octobre 1892 à Tilbourg et mort le 18 mai 1965 à De Bilt, est un historien des sciences néerlandais. Il est surtout connu pour ses travaux critiques sur l’œuvre d’Archimède et son livre (inédit en français) « La mécanisation du cosmos » (Mechanisering van het wereldbeeld), couronné de plusieurs prix.

## Biographie
Dijksterhuis était le fils d'un professeur de géographie, Berend Dijksterhuis (1861-1921) et de Gezina Eerkes (1865-1936). Eduard Jan Dijksterhuis étudia à l’université de Groningue entre 1911 et 1918. Il soutint une thèse de doctorat intitulée « Contributions au tracé géométrique des hélices » (Bijdragen tot de kennis der meetkunde van het platte schroevenvlak) en 1918. Il enseigna par la suite les mathématiques, la physique et la mécanique céleste jusqu’en 1953.
Ce scientifique fut élu en 1952 à l’Académie royale néerlandaise des arts et des sciences. Il enseigna l’histoire des mathématiques et l’histoire des sciences en 1953 à l’université d'Utrecht puis en 1955 à l’université de Leyde. Il professait que l'enseignement des mathématiques se développe historiquement dans une direction qui en renforce les aspects formels. En 1962, il était récipiendaire de la médaille George Sarton, un prix de l’History of Science Society (HSS) fondé par George Sarton et Lawrence Joseph Henderson, qui est la plus prestigieuse récompense pour les recherches en histoire des sciences.
Dijksterhuis fut frappé en 1959 d’un accident vasculaire cérébral dont il ne devait pas se remettre. Il mourut six ans plus tard, à l'âge de 72 ans.
Dijksterhuis entretenait une correspondance suivie avec le physicien et historien des sciences allemand Hans Schimank. Ces lettres sont aujourd'hui conservées dans l'abondant fonds documentaire du legs Schimank à l'université de Hambourg.

## Œuvres principales
- E.J. Dijksterhuis, Archimedes, 1938
- E.J. Dijksterhuis, The mechanization of the World Picture : Die Mechanisierung des Weltbildes [« De mechanisering van het wereldbeeld »], Berlin/Heidelberg/New York, Springer, 1950 (réimpr. 1956, 1983), 594 p. (ISBN 3-540-02003-9)
- E.J. Dijksterhuis, Betekenis van de wis- en natuurkunde voor het leven en denken van Blaise Pascal, Noord-Hollandsche Uitgevers Maatschappij, 1952
- E.J. Dijksterhuis, Simon Stevin – Science in the Netherlands around 1600, Springer Verlag, 1970
- E.J. Dijksterhuis, Clio's stiefkind, Uitgeverij Prometheus, coll. « Witte serie », 1990 (ISBN 9035108736)

### Source
- (de) Cet article est partiellement ou en totalité issu de l’article de Wikipédia en allemand intitulé « Eduard Jan Dijksterhuis » (voir la liste des auteurs).